# Babe Parilli
(en) Statistiques sur pro-football-reference
(en) Statistiques sur statscrew
Vito Parilli dit Babe Parilli (né le 7 mai 1930 à Rochester (Pennsylvanie)
et mort le 15 juillet 2017 à Parker (Colorado)) est un quaterback américain de football américain des Packers de Green Bay, des Rough Riders d'Ottawa, des Browns de Cleveland, des Raiders d'Oakland, des Patriots de la Nouvelle-Angleterre et des Jets de New York.

## Biographie

### Carrière universitaire
Pendant l'été de l'année 1951, alors qu'il est le quarterback des Wildcats du Kentucky, Babe Parilli devient mentor de Bart Starr à la demande de l'entraîneur Bill Moseley.

### Début de carrière professionnelle
Parilli est sélectionné au quatrième choix de la draft 1952 de la NFL par les Packers de Green Bay. Il joue deux saisons pour les Packers, deux avec des Rough Riders d'Ottawa au Canada, une avec les Browns de Cleveland, deux avec les Packers de Greeen Bay de nouveau et enfin une dernière à Ottawa en 1959.

### Patriots de Boston
Le 4 avril 1961, Vito Parilli est envoyé aux Patriots de Boston dans un échange à cinq joueurs. Évoluant en AFL, il prend le dessus sur Butch Songin en 1962 et devient l'un des meilleurs quaterbacks du championnat. Avec 31 touchdowns lors de la saison 1964, il bat le record des Patriots qui tiendra jusqu'en 2007 et Tom Brady. Le 16 octobre 1976, il lance pour 422 yards contre son ancienne équipe des Raiders d'Oakland.

### Jets de New York
Babe Parelli finit sa carrière chez les Jets de New York où il remporte le Super Bowl III comme remplaçant de Joe Namath.